# Oskar Ufert
Oskar Ufert (* 22. Januar 1876 in Frankfurt am Main; † 13. April 1952 ebenda) war ein deutscher Bildhauer.

## Leben
Oskar Ufert war von 1891 bis 1899 Schüler von Wilhelm Schwind (1853–1906) und dann bis 1901 Schüler von Josef Keller (1849–). Von 1901 bis 1903 arbeitete er im Atelier von Cuno von Uechtritz-Steinkirch (1856–1908). Anschließend kehrte er nach Frankfurt am Main zurück, unterbrochen von einer Reise nach Rom, die er 1904 antrat. 
1913 gewann er den Wettbewerb für einen Brunnen auf dem Kurfürstenplatz, der jedoch zunächst nicht ausgeführt wurde. Nach dem Ersten Weltkrieg konnte Ufert den Brunnen in einer reduzierten Form fertigstellen. Dieser wurde nun in der Zeppelinallee aufgestellt. Ufert schuf auch das 1925 eingeweihte Kriegerdenkmal auf dem Frankfurter Rohmerplatz.
Oskar Ufert war Mitglied im Künstlerbund. Dort stellte er auch mehrmals aus.

## Werke (Auswahl)
- Weiblicher Akt, 1914 (Städel Frankfurt)
- Lachender Frauenkopf, um 1922 (Städel Frankfurt)
- Stehender männlicher Akt, nach 1925 (Städel Frankfurt)
- Stehendes Mädchen, 1930er Jahre (Städel Frankfurt)
- Der Idealist, 1933 (Städel Frankfurt)
- Stehendes Mädchen, 1946 (Städel Frankfurt)
- Gefallenendenkmal, 1925 (Frankfurt-Bockenheim, Rohmerplatz)

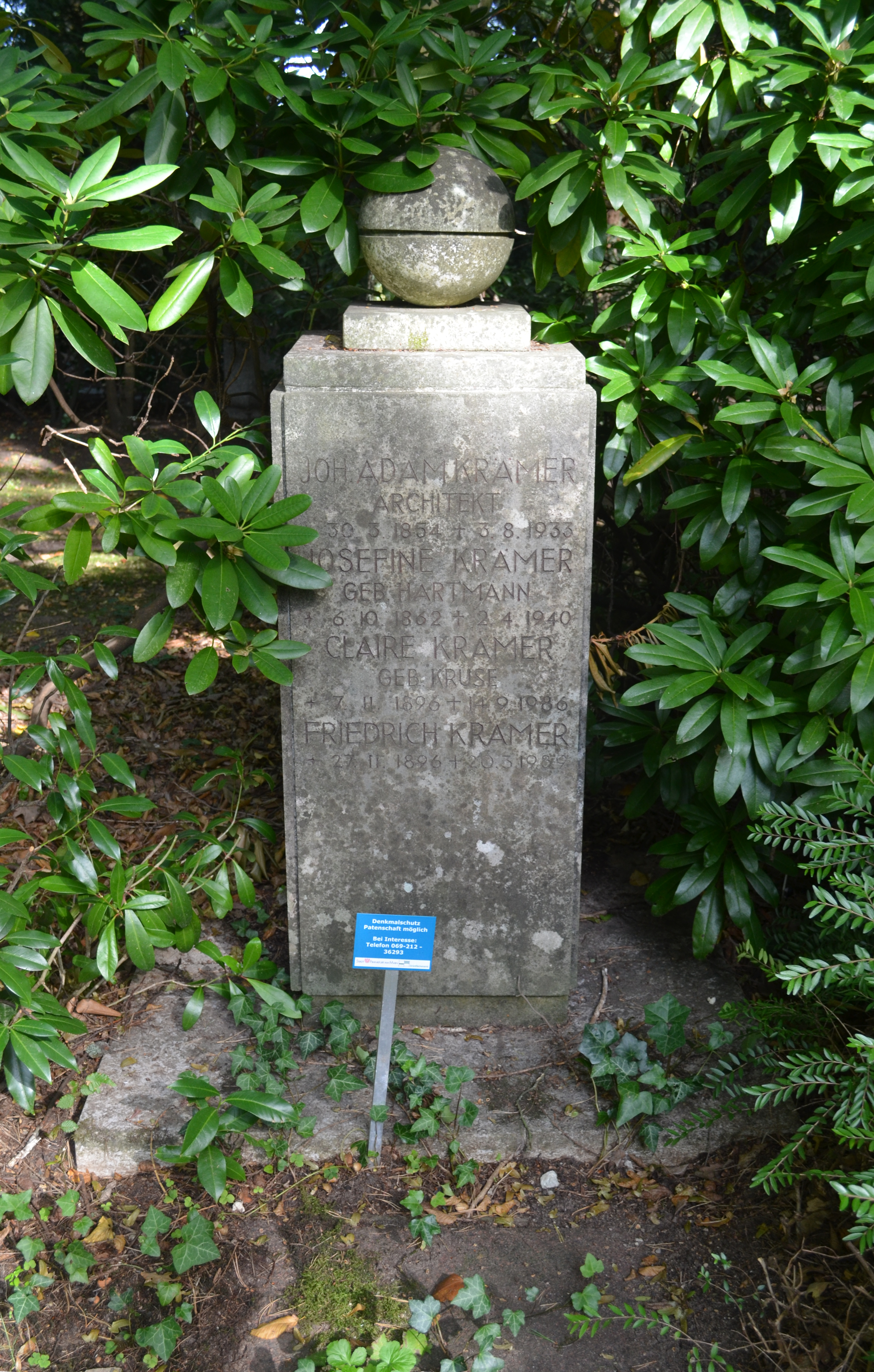
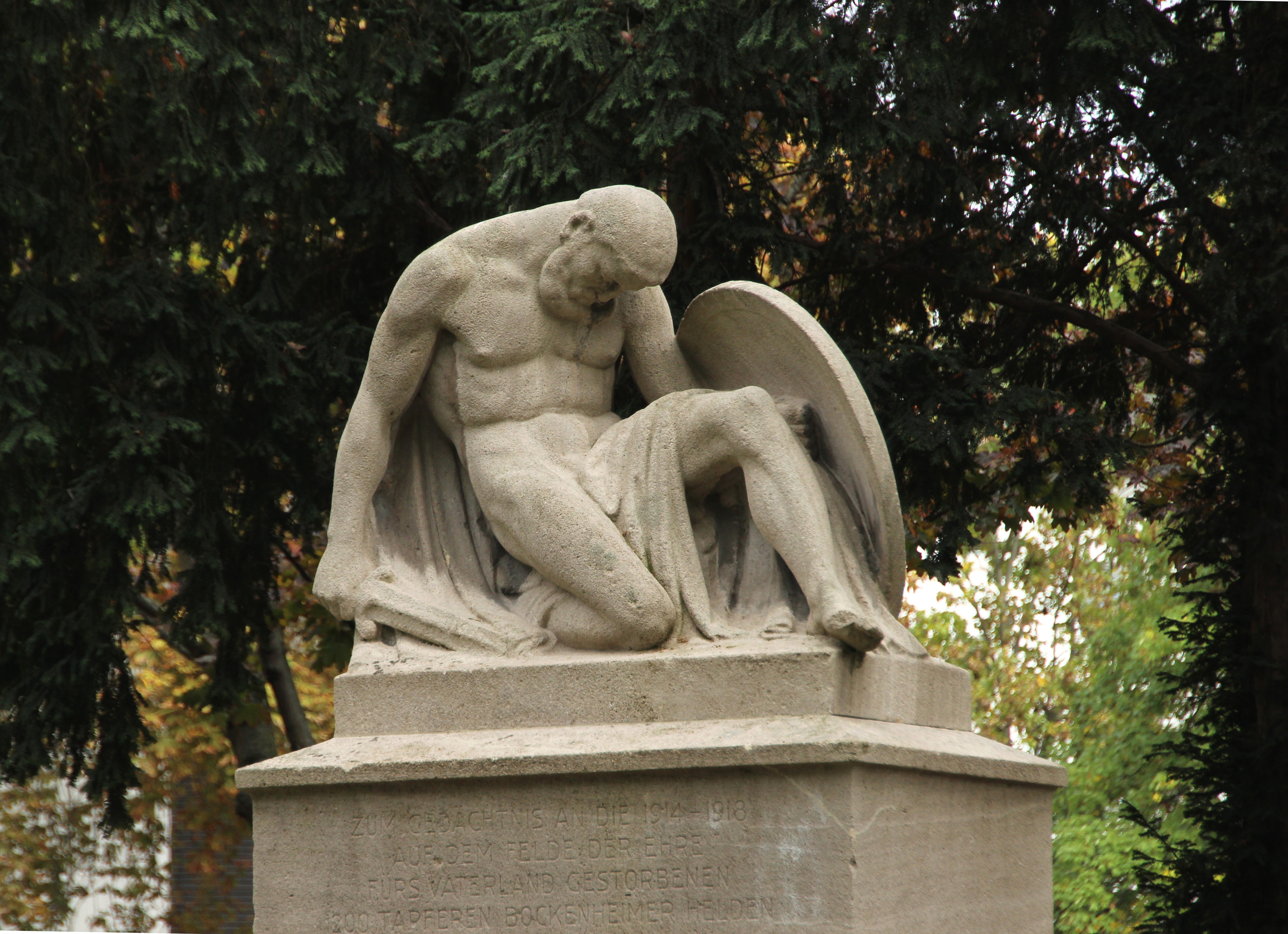
Kriegerdenkmal Rohmerplatz
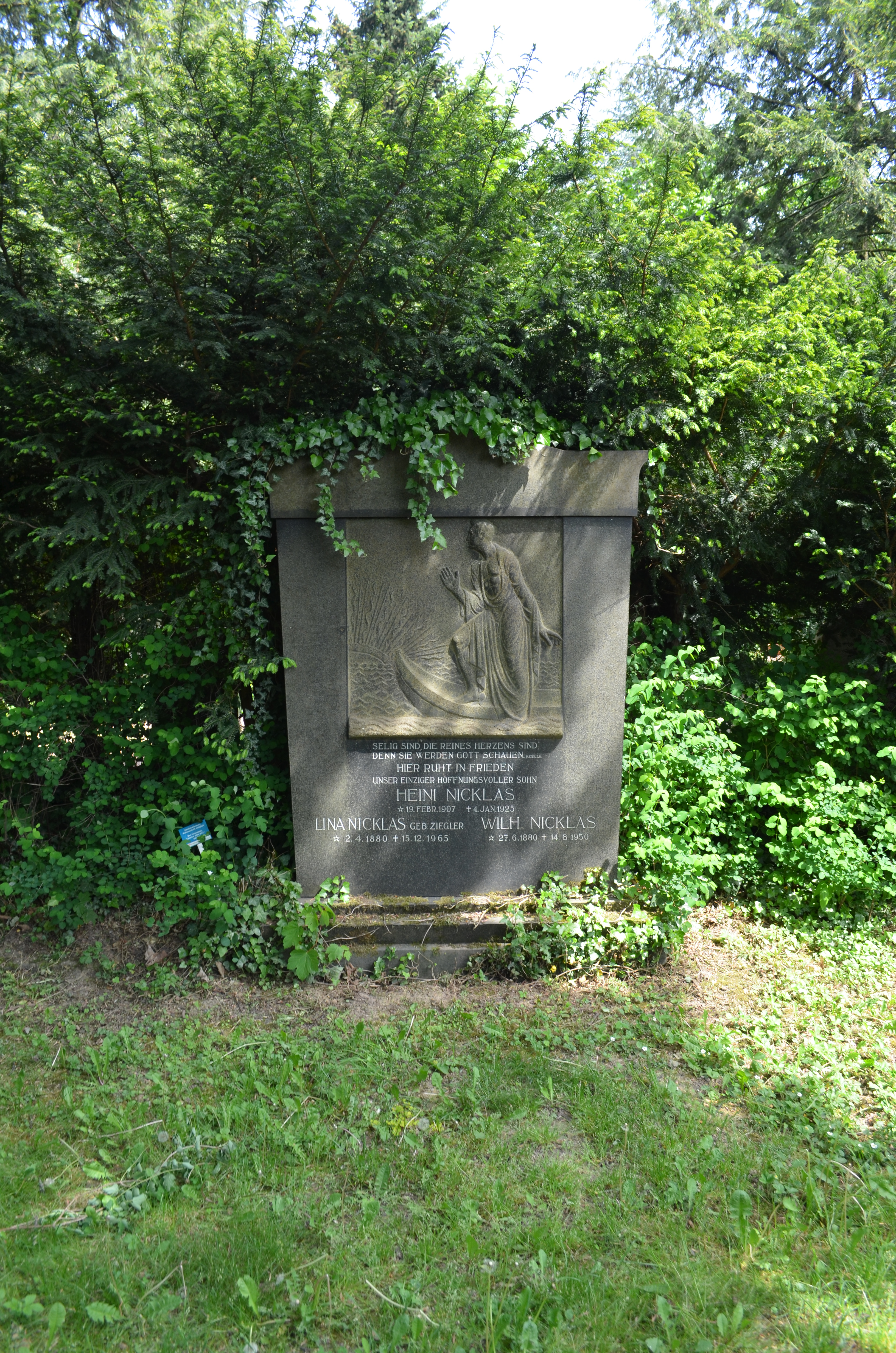